# مقاطعة غتوند
مقاطعة باوي (بالفارسية: شهرستان گتوند) هي إحدى مقاطعات إيران وتقع في محافظة خوزستان. مدينة غتوند هي عاصمة هذه المقاطعة. حسب إحصاءات المركز الرسمي للإحصاءات الإيرانية في 2006 كان يسكن مقاطعة غتوند 58,311 شخص وكان عدد المساكن 11,440 مسكن. تنقسم هذه المقاطعة بلدتان: البلدة المركزية وبلدة عقيلي. للمقاطعة مدينتان وهي غتوند وجنت مكان.